# Helfaut
Helfaut és un municipi francès situat al departament del Pas de Calais i a la regió dels Alts de França. L'any 2007 tenia 1.750 habitants.

## Demografia

### Població
El 2007 la població de fet de Helfaut era de 1.750 persones. Hi havia 588 famílies de les quals 112 eren unipersonals (24 homes vivint sols i 88 dones vivint soles), 220 parelles sense fills, 228 parelles amb fills i 28 famílies monoparentals amb fills.
La població ha evolucionat segons el següent gràfic:
Habitants censats

### Habitatges
El 2007 hi havia 637 habitatges, 610 eren l'habitatge principal de la família, 1 era una segona residència i 26 estaven desocupats. 623 eren cases i 11 eren apartaments. Dels 610 habitatges principals, 493 estaven ocupats pels seus propietaris, 99 estaven llogats i ocupats pels llogaters i 18 estaven cedits a títol gratuït; 3 tenien una cambra, 22 en tenien dues, 68 en tenien tres, 147 en tenien quatre i 370 en tenien cinc o més. 488 habitatges disposaven pel capbaix d'una plaça de pàrquing. A 262 habitatges hi havia un automòbil i a 288 n'hi havia dos o més.

### Piràmide de població
La piràmide de població per edats i sexe el 2009 era:
| Homes | Edats   | Dones |
| ----- | ------- | ----- |
| 0     | 95 o +  | 4     |
| 4     | 90 a 94 | 20    |
| 28    | 85 a 89 | 36    |
| 12    | 80 a 84 | 44    |
| 28    | 75 a 79 | 40    |
| 36    | 70 a 74 | 28    |
| 36    | 65 a 69 | 60    |
| 16    | 60 a 64 | 12    |
| 40    | 55 a 59 | 36    |
| 80    | 50 a 54 | 56    |
| 76    | 45 a 49 | 64    |
| 52    | 40 a 44 | 48    |
| 84    | 35 a 39 | 76    |
| 28    | 30 a 34 | 56    |
| 36    | 25 a 29 | 56    |
| 56    | 20 a 24 | 24    |
| 52    | 15 a 19 | 56    |
| 64    | 10 a 14 | 44    |
| 60    | 5 a 9   | 80    |
| 36    | 0 a 4   | 36    |

## Economia
El 2007 la població en edat de treballar era de 1.070 persones, 717 eren actives i 353 eren inactives. De les 717 persones actives 663 estaven ocupades (357 homes i 306 dones) i 54 estaven aturades (22 homes i 32 dones). De les 353 persones inactives 137 estaven jubilades, 105 estaven estudiant i 111 estaven classificades com a «altres inactius».

### Ingressos
El 2009 a Helfaut hi havia 612 unitats fiscals que integraven 1.597 persones, la mediana anual d'ingressos fiscals per persona era de 18.416 €.

### Activitats econòmiques
Dels 47 establiments que hi havia el 2007, 2 eren d'empreses extractives, 3 d'empreses alimentàries, 2 d'empreses de fabricació d'altres productes industrials, 9 d'empreses de construcció, 5 d'empreses de comerç i reparació d'automòbils, 5 d'empreses d'hostatgeria i restauració, 1 d'una empresa financera, 3 d'empreses immobiliàries, 2 d'empreses de serveis, 12 d'entitats de l'administració pública i 3 d'empreses classificades com a «altres activitats de serveis».
Dels 11 establiments de servei als particulars que hi havia el 2009, 1 era un taller de reparació d'automòbils i de material agrícola, 1 paleta, 3 fusteries, 2 lampisteries, 1 empresa de construcció, 2 perruqueries i 1 restaurant.
Dels 3 establiments comercials que hi havia el 2009, 1 era una gran superfície de material de bricolatge, 1 una botiga de menys de 120 m² i 1 una fleca.
L'any 2000 a Helfaut hi havia 16 explotacions agrícoles que ocupaven un total de 690 hectàrees.

## Equipaments sanitaris i escolars
El 2009 hi havia 1 hospital de tractaments de curta durada, 1 hospital de tractaments de mitja durada (seguiment i rehabilitació), 1 centre d'urgències, 1 maternitat i 1 farmàcia.
El 2009 hi havia una escola elemental.

## Poblacions més properes
El següent diagrama mostra les poblacions més properes.